# Diegocanis
Diegocanis elegans
Genre
Espèce
Diegocanis est un genre éteint de thérapsides cynodontes ayant vécu au Trias supérieur (Carnien) dans ce qui est aujourd'hui l'Argentine. L'espèce type, Diegocanis elegans, est nommée en 2013 à partir de fossiles trouvés dans la formation d'Ischigualasto.

## Étymologie
Le nom du genre Diegocanis est une combinaison en l'honneur de Diego Abelin, technicien à université nationale de San Juan (d) (Argentine) qui a découvert le spécimen type, suivi du latin canis, signifiant « chien ».
Le nom spécifique provenant également du latin elegans, « élégant », fait référence à l'élégance du museau du spécimen type.

## Classification
Diegocanis est classé dans la famille de cynodontes probainognathiens appelés Ecteniniidae, avec les genres Ecteninion et Trucidocynodon.

## Publication originale
- (en) Ricardo N. Martínez, Eliana Fernandez et Oscar A. Alcober, « A new non-mammaliaform eucynodont from the Carnian-Norian Ischigualasto Formation, Northwestern Argentina », Revista Brasileira de Paleontologia, vol. 16, no 1,‎ 30 avril 2013, p. 61-76 (ISSN 1519-7530 et 2236-1715, DOI 10.4072/RBP.2013.1.05, lire en ligne).